# Virgilio N. Cordero Jr.
Virgilio Norberto Cordero Jr. (6 juin 1893 - 9 juin 1980) est un général de brigade portoricain qui a servi dans l'armée américaine. Cordero est l'auteur de deux livres sur ses expériences en tant que prisonnier de guerre et sa participation à la marche de la mort de Bataan pendant la Seconde Guerre mondiale.

## Seconde Guerre mondiale
Le 8 décembre 1941, lorsque des avions japonais attaquent les installations militaires américaines aux Philippines, le colonel Cordero est le commandant du bataillon du 31e régiment d'infanterie. Le 31e d'infanterie a couvert le retrait des forces américaines et philippines vers la péninsule de Bataan et a combattu pendant quatre mois sans aucune aide extérieure après qu'une grande partie de la flotte américaine du Pacifique a été détruite à Pearl Harbor et les bases médio-océaniques de Guam et de Wake ont été perdues.
Cordero est nommé commandant du régiment du 52e régiment d'infanterie de la nouvelle armée philippine, devenant ainsi le premier portoricain à commander un régiment de l'armée philippine. Les forces de défense de Bataan se rendent le 9 avril 1942 et Cordero et ses hommes subissent des tortures et des humiliations pendant la marche de la mort de Bataan. Cordero est l'un des près de 1 600 membres du 31e d'infanterie faits prisonniers. La moitié de ces hommes périrent aux mains des forces japonaises. Cordero survit et retrouve la liberté lorsque les troupes alliées lors de la reddition des troupes japonaises en 1945,.
Il prend sa retraite avec le grade de général de brigade, et écrit des ouvrages sur ses expériences en tant que prisonnier de guerre et sur ce qu'il a vécu pendant la marche de la mort de Bataan. Il est l'auteur de My Experiences during the War with Japan, publié en 1950. En 1957, il est l'auteur d'une version espagnole révisée intitulée Bataan y la Marcha de la Muerte ; Volume 7 de Colección Vida e Historia.